# Присудок
При́судок (від чеськ. přísudek) — головний член речення, пов'язаний координацією з підметом, що виражає дію предмета, названого підметом. Найтиповіша форма присудка — дієслово в особовій формі, що означає дію чи стан суб'єкта, названого підметом.
Присудок — головний член двоскладного речення, що характеризує підмет за дією чи ознакою. Присудок відповідає на питання що робить? що зробить ? що з ним робиться? у якому він стані? який він є? хто або що він є? При схематичному аналізі речення графічно позначається підкреслюванням двома рисками.

## Етимологія
Термін «присудок» — запозичення з чеськ. přísudek, що є похідним од přisouditi «присудити; приписати», утвореного за допомогою префікса рřі- «при-» від дієслова souditi  «судити», похідного від soud «суд», очевидно, за зразком лат. praedicātum «присудок, (букв.) те, що говориться (тут: про підмет)».

## Види
Семантичні й формальні ознаки присудка:
–     виступає головним членом двоскладного речення;
–     істотною ознакою присудка виступає його граматичне значення. Граматичним значенням присудка є поняття про віднесеність ознаки предмета-підмета, яка приписується йому            в часі і способі, тобто предикативні відношення;
–     присудковість спирається на дієслівність. Спеціалізованими формами присудків є способові-часові форми дієслів;
–     формальним показником віднесеності ознаки-присудка до предмета підмета є граматична залежність (підпорядкованість) форм присудка до підмета, з яким він поєднується підрядним зв’язком, зокрема способом узгодження;
–     типовою позицією присудка є позиція після підмета.
За структурою присудки поділяються на простий, складний і складений. Простий дієслівний присудок найчастіше виражається одним словом (Я слухаю пісню), складений – двома (Яким вогнем спокутувати мушу хронічну українську доброту?!).
Підставою для поділу присудків на простий дієслівний і складений є спосіб вираження предметного й граматичного значення.
Простий присудок виражається
1)    дієсловом формі минулого, теперішнього та майбутнього часу: Чумацький Шлях освічував дорогу. Усі чекають на гарну погоду. Завтра напишу братові листа.
2)    дієсловом формі умовного способу: Якби знала, що загине, не пустила б.
3)    дієсловом формі наказового способу: Бери мене в свої блаженні сни.
4)    дієсловом формі інфінітива: Не відступати на жодний крок.
5)    вигуками та звуконаслідувальними словами: Заридала Катерина та бух йому в ноги.;
6)    аналітичними формами дієслів майбутнього часу: Будуть вишні й акації рясно цвісти.
7)    фразеологізми: Усі ми не в тім’я биті.
Складений дієслівний присудок
Присудкові комплекси, що утворюються поєднанням повнозначної частини мови з дієсловами-зв’язками (допоміжними словами) називають складеним присудком.
Складений дієслівний присудок виражений неозначеною формою дієслова (інфінітивом) у поєднанні з дієсловом-зв’язкою (Я мушу жити гідно). Основне значення міститься в інфінітиві, а дієслово зв’язка лише вказує на час, спосіб, і вид дії. Інфінітив вказує безпосередньо на дію, а зв’язка вказує на можливість/неможливість виконання дії (могти, не могти, вирішувати), бажання/небажання виконувати дію(хотіти, не хотіти, мусити, бажати), спосіб виконання дії, початок/кінець дії (починати, кінчати, продовжувати перестати), процеси мислення та внутрішні почуття (думати, сподіватися, любити) тощо.
Складеним дієслівним присудком є поєднання інфінітива та:
1.    прикметника та дієприкметника (згоден, ладен, рад, змушений, радий): Я радий вас бачити;
2.    прислівника (треба, можна, слід): Не можна саджати рослин в суху землю.
Складений іменний присудок
Складений іменний присудок виражений іменними частинами мови в поєднанні з дієсловом-зв’язкою. Іменна частина виражає основне лексичне значення, зв’язка – граматичне значення. У формі теперішнього часу дієслово-зв’язку часто пропускають ( на її місці здебільшого ставимо тире).
іменними частинами виступають:
-       іменник: Брат став художником. Життя – це щастя.
-       прикметник: Зима була холодна.
-       дієприкметник: Сад був огороджений.
-       числівник: Два на п’ять – десять.
-       займенник: Хто був нічим, той став усім.
-       прислівник: Полон – це гірше, ніж смерть.
Складний присудок – утворений з двох, трьох або чотирьох компонентів, які об’єднують ускладнену зв’язкову частину та призв’язковий член, що виражає лексичне значення присудка.
Складається з двох компонентів (подвійний):
Конструкція, в якій обидва повнозначні компоненти перебувають у подвійному предикативному зв’язку з підметом: Вона стояла на майданчику щаслива.
Складається з трьох компонентів:
-       з особової форми модального дієслова, зв’язки у формі інфінітива та предикативного члена (іменної частини) ( іменник, прикметник, займенник, дієприкметник): Я хотів би вітром бути. Дід Максим перестав бути занудливим і насупливим.
-       з модально-предикативного прикметника в повній або короткій формі, зв’язки у формі інфінітива та іменної частини: Прийшла любов непрохана й неждана.
-       з особової форми дієслова, допоміжного дієслова у формі інфінітива та члена-інфінітива: Ти можеш спробувати спати.
Складається з чотирьох компонентів:
Діти були раді стати помічниками батькові.
Між підметом і присудком може ставитися тире, якщо у реченні пропущено дієслово-зв'язку. 
Тире ставиться:
- ·        якщо підмет і присудок виражені іменником у називному відмінку (Хліб — всьому голова);
- ·        якщо підмет і присудок виражені числівником у називному відмінку (Два та два – чотири);
- ·        якщо підмет і присудок виражені інфінітивом (Життя прожити — не поле перейти);
- ·        якщо підмет виражений інфінітивом, а присудок – іменником у називному відмінку (Малювати – моє уподобання);
- ·        якщо перед присудком вжито слово це, значить, то, ось (Більшість — це ще не значить всі).

Між підметом і складеним іменним присудком тире не ставиться:
- ·        якщо підмет виражений займенником, присудок будь-якою частиною мови: Усе геніальне просте.
- ·        якщо підмет виражений будь-якою частиною мови, а присудок – іменником (займенником) у називному відмінку із заперечною часткою не: Мова не полова.
- ·        якщо підмет виражений будь-якою частиною мови, а присудок – прикметником (дієприкметником) : Тиха вода завжди глибока.

Тире ставиться за бажанням автора:
- ·        якщо іменна частина складеного присудка виступає порівняльним зворотом, то Твої очі – як зорі. Собор як свіча.
- ·        якщо іменна частина складеного присудка виступає у формі орудного відмінка: Жарти жартами, а робота – роботою.

## Присудок
Окремо стоїть віддієприкметникова присудкова форма на -но, -то: сказано, бито та ін.
З походження це переємний дієприкметник середнього роду (порівн. було, несло). Значення його цілком таке ж, як у присудків минулого часу дієслів, і його не можна плутати зі звичайним дієприкметником середнього роду однини на -не, -те. І значення і вживання присудкових дієприкметників на -но, -то з одного боку й звичайних дієприкметників середнього роду на -не, -те з другого можна зіставити зі значенням і вживанням таких слів, як застигло, минуло, згіркло з одного боку і застигле, минуле, згіркле з другого: минуло літо і минуле літо, так само розбито скло і розбите скло та ін.